# Maria Callas
Maria Callas (görögösen María Kállasz [Μαρία Κάλλας]; New York, 1923. december 2. – Párizs, 1977. szeptember 16.) Amerikában született görög származású opera-énekesnő (szoprán), aki elsősorban lenyűgöző bel canto technikájának, valamint hatásos drámai képességeinek köszönhette hírnevét; rajongói La Divinaként vagy primadonna assolutaként emlegették.
María Ána Szofía Kekilía Kalojeropúlu New Yorkban született, görög bevándorló apja a könnyebbség kedvéért a Callas nevet adta lányának. Miután szülei elváltak, az anyja és két lánya 1937-ben hazautazott Athénba. Maria itt énektanulmányokat folytatott, majd 1940-ben lépett az athéni operaház színpadára. A második világháború idején is foglalkoztatták, emiatt gyakran hozták kapcsolatba a német megszállókkal. 1945-ben meghallgatáson vett részt a New York-i Metropolitan operaházban, mivel azonban nem tetszett neki a felajánlott szerep (Leonora a Fidelióból) inkább visszamondta a felkérést. 1947-ben Olaszországba utazott, ahol Amilcare Ponchielli La Gioconda című operájának főszereplőjeként lépett a híres Veronai Aréna színpadára. Ez az előadás hozta meg számára a várva várt sikert. Az új csillag színészileg is képezte magát a neorealista rendező Luchino Viscontinál, aki a legnagyobb tragikának nevezte. Magánéletének örvendetes fordulataként megismerkedett a nála 30 évvel idősebb Giovanni Battista Meneghinivel, aki férje és impresszáriója lett. Sorra hódította meg a világ leghíresebb operaházait. Három oktávnyi hangja a felső E-től az alsó F-ig terjedt, így a koloratúrszoprántól a drámai szopránig mindenre alkalmas volt. Legszívesebben olyan érzelmekben gazdag asszonyok bőrébe bújt, akik meghalnak vagy ölnek szerelmükért, vígoperát csak kettőt vállalt (A sevillai borbély és A török Itáliában című Rossini-műveket). Határozott temperamentuma és sorozatos botrányai miatt gyakran szerepelt bulvárlapok címoldalán. Ugyancsak ezek a botrányok vezettek oda, hogy a milánói és a bécsi operaház szakított vele. Egészsége az 1950-es években megrendült, sokak szerint a túlzásba vitt fogyókúrák miatt. 1959-ben elvált férjétől, és viszonyt kezdett Arisztotélisz Onászisz görög hajómágnással, aki végül Jackie Kennedy miatt hagyta el. 1965-ben a londoni Covent Gardenben Toscaként lépett utoljára színpadra. Ezután többnyire csak hangversenyeken énekelt. Maria Callas 1977. szeptember 16-án halt meg Párizsban, szívroham következtében.
Több mint negyven operaszerepet énekelt, és húsz teljes operafelvételt hagyott maga után. Alakításaiban Bellini, Donizetti, Rossini, Cherubini rég elfelejtett operái születtek újjá. Legjelentősebb szerepei Lucia a Lammermoori Luciából, Floria Tosca a Toscából, Violetta a Traviátából, Bellini Normája, valamint Cherubini Médeiája.

## Élete és pályafutása

### Gyermekévei
A Kalojerópulosz házaspár – Jórgosz Kalojerópulosz és Evangelía Dimitriádi – közé válaszfalat húzott a látható korkülönbség, valamint az eltérő temperamentum: míg a férj igénytelen és kényelmes, addig a feleség vidám, társasági életre vágyó és művészeteket pártoló volt. A család életét beárnyékolta, hogy második gyermekük, Vaszílisz tífuszban meghalt. Noha volt egy idősebb lányuk is, Jakínthi Kálasz (akiből az Amerikai Egyesült Államokban Jackie lett), mégis a mélyen hagyományőrző és vallásos Kalojerópulosz családban az egyetlen fiúgyermek elvesztése különösen nagy tragédiát jelentett, hiszen ő lett volna a család nevének továbbvivője. Az apa, Jórgosz, aki gyógyszerész volt a peloponnészoszi Meligalában, megelégelte a szegényes életkörülményeket, eladta üzletét, és elhatározta, hogy családjával együtt kivándorol Amerikába. Feleségével az elutazásuk előtti napon közölte a hírt. Evangelía tiltakozott ugyan, hiszen már terhes volt Mariával, de elkeseredetten és haraggal telve követte férjét. A család 1923. augusztus 2-án szállt partra a New York-i kikötőben egy jobb élet reményében. Megérkezésük után Long Islanden béreltek lakást. Jórgosz gyógyszerészi állás kapott, de nem sikerült önálló üzletet nyitnia.
1923. december 2-án megszületett María Ána Szofía Kekilía Kalojeropúlu (görögül: Μαρία Άννα Σοφία Καικιλία Καλογεροπούλου). Nevét apja hamarosan Callasra változtatta, mivel abban bízott, hogy egy Amerikában könnyebben kiejthető névvel sokkal hamarabb sikerül majd érvényesülnie. Az anya fiúgyermeket várt, aki pótolja majd Vaszíliszt. Csalódottságát a későbbiekben többször is lánya szemére vetette.
1927-ben Kalojerópulosznak sikerült önálló üzletet nyitnia, ezért a család Manhattanbe költözött. Evangelía a házvezetéssel és a lányok (Jackie és Maria) nevelésével volt elfoglalva. Az apa kezdettől fogva ellenezte, hogy Evangelía zenélni és énekelni tanította a lányokat, de az anya rádöbbent, hogy mindkettejüknek csodálatra méltó tehetsége van. Ő ismertette meg a lányokat az operával: elsőként megvette nekik a Faust, a Lammermoori Lucia és a Mignon című operalemezeket, valamint zongoraleckékre íratta be őket. Evangelía elképzelése az volt, hogy Mariából „párját ritkító énekesnőt”, Jackie-ből pedig „rangos zongoraművésznőt” farag. Ennek érdekében számos rádióversenyre és zenei vetélkedőre is benevezte őket, melyeken sorozatos sikereket értek el, elsősorban Maria. A becsvágyó anya minden létező finomságot megadott lányának, hiszen véleménye szerint a „jó hangot táplálni kell”, így Maria már gyerekkora óta kövér volt, ráadásul sokdioptriás szemüveget viselt, hiszen egészen kicsi kora óta rövidlátó volt.

### Visszatérés Görögországba
1937-ben Evangelía és Jórgosz között annyira megromlott a kapcsolat, hogy már képtelenek voltak az együttélésre. Elhatározták, hogy elválnak. Mivel a férj keresete kicsi volt, nem tudta eltartani a három nőt. Úgy döntött, hogy Evangelíát és a lányokat hazaküldi Görögországba, ahol az általa havonta folyósított – Amerikában kevésnek számító – száz dollárból élnek majd.
Evangelía, Jackie és Maria 1937 májusában, a Saturnia fedélzetén érkeztek meg Athénba. Evangelía családja, a Dimitriádik várták őket, és az ő házukba költöztek. Mindhárman újra felvették a Kalojerópulosz nevet. A Kalojerópuloszok és Dimitriádik között azonban hamarosan megromlott a viszony, így Evangelía és lányai kénytelenek voltak elköltözni a Patiszíon utcába, ahol Maria végre valóban nekifoghatott a tanulásnak. Evangelíának sikerült megszerveznie lánya számára egy próbaéneklést Nicola Moscona, híres görög basszista előtt. Ezen részt vett Maria Trivella szopránénekesnő, a Nemzeti Konzervatórium tanára is.
Akkoriban Athénban két jelentős zenei intézet működött: a tekintélyes Athéni Konzervatórium, ahonnan az ország híres énekesei kerültek ki, valamint a Nemzeti Konzervatórium, ahol a felvételi követelmények kevésbé szigorúak voltak. Az előbbi intézmény 1937-ben elutasította Maria felvételét, mivel nem töltötte még be tizenhatodik életévét. Meghamisítva életkorát, 1938-ban Mariát felvették a Nemzeti Konzervatóriumba, ahol Trivella felügyelete alatt elkezdte a komoly tanulást. Első színpadi szerepére a konzervatóriumban 1939. április 2-án sor került a Parasztbecsület Santuzzájaként.

### Konzervatóriumi évek
Evangelía Kalogeropulosznak még 1938-ban sikerült megszerveznie egy próbaéneklést Elvira de Hidalgónál, a híres spanyol szopránnál, aki az Athéni Konzervatórium tanára volt. Hidalgo beleegyezett, hogy tanítványává fogadja Mariát, de az anya kérésére megvárták a lány tanulmányainak befejezését a Nemzeti Konzervatóriumban.
Callas hangjának három regisztere (magas, közép és mély) között törés volt, és ezt már Trivella is észrevette. Ezek a törések veszélyeztették az átmenetet az egyik regiszterből a másikba, így éneke a hozzáértők számára hézagosnak tűnt. Callas rengeteget dolgozott ezek enyhítésén, és elsősorban kitűnő drámai érzékének köszönhetően sikerült is elfeledtetni e hibákat. Véglegesen azonban csak jóval később sikerült nagyjából kiküszöbölnie őket, amikor hangja már túljutott a csúcson, és a kifáradás miatt regiszterei is veszítettek intenzitásukból. Hidalgo is nagyon érezte ezeket a töréseket, és azt tanácsolta tanítványának, hogy kezdetben foglalkozzék az operairodalom könnyedebb részeivel, maradjon a koloratúraszoprán szerepek mellett, és tanuljon (akkoriban mellőzött) bel canto szerepeket. Az volt a véleménye, hogy Maria hangja idővel kifejlődik majd, és képes lesz nehezebb szerepeket is elénekelni. A bel canto alapjában véve olyan éneklési stílus, amely teljesen alá van rendelve a veszélyesen nehéz dallamvonalnak és a dús díszítésnek, amit aztán az énekes saját kedve szerint módosíthat. Az ilyenfajta éneklés hajlékony hangot követel, amely képes alkalmazkodni az opera követelményeihez. Rossini, Bellini és Donizetti operái rendszerint ezt a szép éneklést követelték meg, de a később született Verdi-, majd Puccini-darabok sokkal nagyobb kifejezőerőt kívántak, és a regiszterek szélsőségeire alapoztak, ezért a 20. század elejére a bel canto operák zöme lekerült az operaházak műsoráról.
Elvira de Hidalgo nemcsak énekelni tanította Callast, hanem színpadi helytállásra is: megtanította neki a helyes testtartást, a kézmozdulatok fontosságát és kifejezőerejét, így a kissé ügyefogyott lányból magabiztos, nyílt tekintetű, méltóságteljes nőt nevelt, aki szemüvege nélkül is úgy tudott keresztülmenni a színpadon, mintha jól látna.
Maria és az anyja lassan elhidegültek egymástól. Evangelía később többször is megjegyezte, hogy lánya gőgös, dicsőségre vágyó és kapzsi lett. Maria viszont felrótta anyjának, hogy miatta lett kövér és vaskos, valamint az anyja mindig a vékonyabb Cynthiát részesítette előnyben annak szépsége miatt.
Callas bemutatkozó előadására az Athéni Konzervatóriumban 1940 májusában került sor egy gálaesten, amelyen Verdi áriáit énekelte az Aidából és Az álarcosbálból. Ezek távol álltak Hidalgo elképzeléseitől, de a fiatal énekesnő kénytelen volt elvállalni őket, hiszen a konzervatórium legtehetségesebb diákja volt, és meg kellett felelnie a vezetőség elvárásainak.

### Az Athéni Operaház énekese
1941. január 21-én Hidalgo közbenjárásának köszönhetően Callas Beatrice szerepében debütált Franz von Suppé Boccacciójában, az Athéni Operaházban. A mindössze tizenhét éves Maria hatalmas sikert aratott.
Időközben kitört a második világháború, ami hozzájárult ahhoz, hogy a feltörekvő énekesnő sorsa gyökeresen megváltozzék. A Kalojerópulosz család támogatta a görög katonai ellenállást, és házukban nem egyszer bujkáló görög katonákat, sőt brit pilótákat rejtegettek. A számos rendőrségi nyomozás és házkutatás csak fokozta a feszült hangulatot a családban, hiszen ha a megszálló németek megtalálták volna azokat, akiket keresnek, Evangelíát kivégezték volna. A háború alatti megpróbáltatások része volt a szegényes étrend is: Maria félt, hogy éhen pusztul, de ennek ellenére egyetlen kilót sem fogyott le a nélkülözések alatt.
A megszállásnak azonban volt egy jó oldala is. A német csapatok görögországi parancsnoka, Speidel tábornok kedvelte a színházat, és pártolta a művészeteket, ezért a színházak rövid időn belül ismét megnyíltak. A Kalogerópoulousz családot Mario Bonalti, olasz tüzérezredes vette pártfogásba, majd később, az 1970-es években olyan mendemondák is szárnyra kaptak, miszerint a Propaganda Korps vezetőjének, Friedrich Herzognak a közbenjárásával sikerült megalapozni Maria karrierjét. Tagadhatatlan tény, hogy Maria Callas karrierjének első sikerét a háború ideje alatt aratta.
1941 júliusában az Athéni Operaház Toscája hirtelen megbetegedett. Elvira de Hidalgo a tanítványát ajánlotta „beugrásra”, és Maria olasz „összeköttetéseinek” köszönhetően jóvá is hagyták a fellépését. Július 4-én lépett színre Puccini operájában és óriási sikert aratott. Erről Friedrich Herzog is elismerő beszámolót írt a Deutsche Nachrichten in Griechenland című újságban, és valószínűleg emiatt terjedt el a feltételezés, hogy Callast a Propaganda Korps segítette volna színpadra. A Tosca – noha saját bevallása szerint nem szerette – Callas egyik meghatározó szerepe lett Norma, Lucia, Violetta és Médeia mellett.
Az Athéni Operaház (szintén Hidalgo közbenjárásának köszönhetően) szerződtette az énekesnőt, akinek hivatalos karrierje az 1942-es évaddal kezdődött. A Tosca mellett fellépett Lehár A mosoly országa című művében, valamint Mascagni Parasztbecsületében, a kevésbé ismert Manólisz Kalomírisz Protomásztorasz (Építőmester) című alkotásának női címszerepében, valamint Eugen d’Albert Hegyek alján című operájában Martha szerepét énekelte. 1944. augusztus 14-én Athénben, a Herodes Atticus színházban Beethoven egyetlen operájának, a Fideliónak a női címszerepét (Leonora) alakította. Énekelte mindezen szerepeket annak ellenére, hogy Hidalgo óva intette őt hangjának korai megerőltetésétől.
A Fidelio után két hónappal Athén a felszabadító partizánok kezére került, és kitört a pánik mindazok körében, akik közvetlenül vagy akár közvetve a kommunizmus kísértetétől rettegtek. A Kalogeropoulousz család aktívan részt vett az antikommunista mozgalomban, és a Patiszion utcában csak két év múlva állt be a nyugalom, amikor vérbe fojtották a kommunista mozgalmat. Mariának azonban nem kedvezett a szerencse, mivel az Athéni Operaház nem újította meg a szerződését, arra hivatkozva, hogy túl sokat szerepelt a megszállás alatt, és kollaboránsként árthat a társulat hírnevének.
1945 nyarán az athéni amerikai konzulátus azt ajánlotta Mariának, hogy sürgősen térjen vissza az Egyesült Államokba, hogy továbbra is megőrizhesse útlevelét és állampolgárságát. Maria gyorsan döntött, hiszen Görögországban amúgy is reménytelen volt a helyzete, és a Stockholm nevű hajó fedélzetén New Yorkba utazott, ahol apja és feltehetően fényes karrier várta. Elvira de Hidalgo azonban figyelmeztette, hogy ha valaki igazán világhírű énekesnő akar lenni, annak Olaszországba kell mennie, nem pedig Amerikába, ahol a karriert formáló gépezet össze is tudja zúzni a karrierre áhítozót.

### Amerikai próbálkozások
Callast az Egyesült Államokban édesapja várta, pedig Maria még otthon elhatározta, hogy nem fogja felkeresni, hiszen anyja kioktatta, hogy apja méltatlan a szeretetre. Az apa befogadta a lányát, sőt egy évvel később, amikor Evangelía is a lánya után utazott, őt is befogadta a lakásba, minden korábbi nézeteltérés ellenére. Maria számos stúdiót és impresszáriót felkeresett, számos próbaéneklésen vett részt, azonban mindenhol elutasították, elsősorban kövér alakja miatt. Felvette a kapcsolatot Giovanni Martinellivel, a Metropolitan Opera veterán énekesével is, aki minden kötelezettség nélkül kijelentette, hogy a lány tehetséges, de még tanulnia kell. New Yorkban találkozott Nicola Moscola, híres görög basszistával is, akivel otthon (Görögországban) már dolgozott együtt. Moscola elutasította a segítséget, mivel nem akarta kockára tenni barátságát a Met nagy karmesterével, Arturo Toscaninivel egy fiatal és ismeretlen énekesnő miatt. Toscanini a későbbiekben ellenségesen viszonyult Callashoz, mivel lelkes védelmezője lett Renata Tebaldinak a két énekesnő közötti háborúskodásban.
A mentőöv Edward Johnsontól, a Metropolitan igazgatójától érkezett, aki hosszas huzavona után meghallgatta Callast, és két szerződést is felkínált neki: a Fidelio Leonóráját és a Pillangókisasszony címszerepét. Callas kategorikusan visszautasította mindkét szerepet, mégpedig azért, mert nem volt hajlandó Beethoven operáját angol nyelven énekelni az eredeti német helyett, valamint úgy gondolta, hogy nyolcvanöt kilósan nevetségessé válna a tizenhét éves, törékeny Cso-cso-szán szerepében.
Röviddel New Yorkba érkezése után megismerkedett Louise Caselotti egykori szopránénekesnővel és hollywoodi zenés filmek szereplőjével, valamint férjével, az ügyvéd Edward Richard Bagarozyval, aki lemondott hivatásáról, és színházszervező-impresszárió lett. Ők ketten elhatározták, hogy újra életre keltik a chicagói operaházat United States Opera Company néven. Úgy tervezték, hogy a bemutató előadás Puccini Turandotja lesz. A siker érdekében számos híres külföldi (elsősorban olasz) énekest csábítottak magukhoz, többek között Callast is, akinek a félelmetes hercegnő szerepét kellett volna énekelnie. Az első előadást 1947. január 27-ére tervezték, de az utolsó pillanatban az amerikai kardalos szindikátus pénzbeli garanciát kért, mivel féltek, hogy a beözönlő idegen énekesek mellett pénztelenül maradnak. Ezt a kérést Bagarozynak nem sikerült teljesítenie, és kénytelen volt feloszlatni a társulatot.
Callas számára azonban szerencsésen alakultak az események, hiszen Nicola Rossi-Lemeni, híres tenor és jó barát közbenjárására részt vett Giovanni Zenatello énekpróbáján, aki a Veronai Ünnepi Játékokon bemutatandó Ponchielli-opera, a La Gioconda női főszereplőjét kereste Amerikában. Zenatello döntött: a szerepet Callas énekli Veronában 1947 augusztusában. Callas 1947. június 13-án a Rossia hajó fedélzetén elindult Olaszország felé, de előtte még aláírt egy szerződést Bagarozyval, aki vállalta, hogy karrierjének „fellendítője” lesz az énekesnő fellépti díjának tíz százaléka ellenében.

### Veronai bemutatkozás
1947. augusztus 6-án Maria Callas a Veronai Arénában, Ponchielli Giocondájának címszerepében állt az olasz operakedvelő közönség elé. Elsöprő sikert aratott, játékát hatalmas tapsvihar követte. Hangjára mindenki felfigyelt, hiszen határtalan lehetőségek rejlettek benne, de ugyanakkor rámutattak fő hibáira is: a regiszterek közötti törésekre. Callasnak tíz évig kellett szüntelenül gyakorolnia, skáláznia, hogy észrevétlenné tegye ezeket a hibáit, és ne sértse velük a zeneértők fülét. A fesztivált követően ismerkedett meg életének két meghatározó férfijával, Giovanni Battista Meneghinivel és a nagy karmesterrel, Tullio Serafinnel. Utóbbi volt, aki egyengette az énekesnő pályáját, és megteremtette a Callast, a dívát.
Meneghini jó családból való úriember, vagyonos nagyiparos és megrögzött agglegény volt, aki pénzének javát a veronai építőiparból szerezte. Első találkozásuk alkalmával beleszeretett Mariába, aki viszonozta kedvességét. Valószínű azonban, hogy csak nyugalomra és egy erőskezű férfira vágyott, emiatt bízta rá magát Meneghinire és nem volt igazi szerelem kettejük között. Hivatalosan azonban csak 1949-ben házasodtak össze, Maria argentínai turnéja előtt. A kapcsolatot mind Meneghini anyja, mind a Kalogerópoulouszok ellenezték, hiszen a férfi akár apja is lehetne Mariának. Meneghini felszámolta veronai vállalkozásait is annak érdekében, hogy Maria Callas ügynöke és korrepetitora legyen. Ő döntött a vállalt szerepekről és a fellépti díjakról is, amelyeket minden előadás után magasabbra emelt.

### Az első nagy sikerek

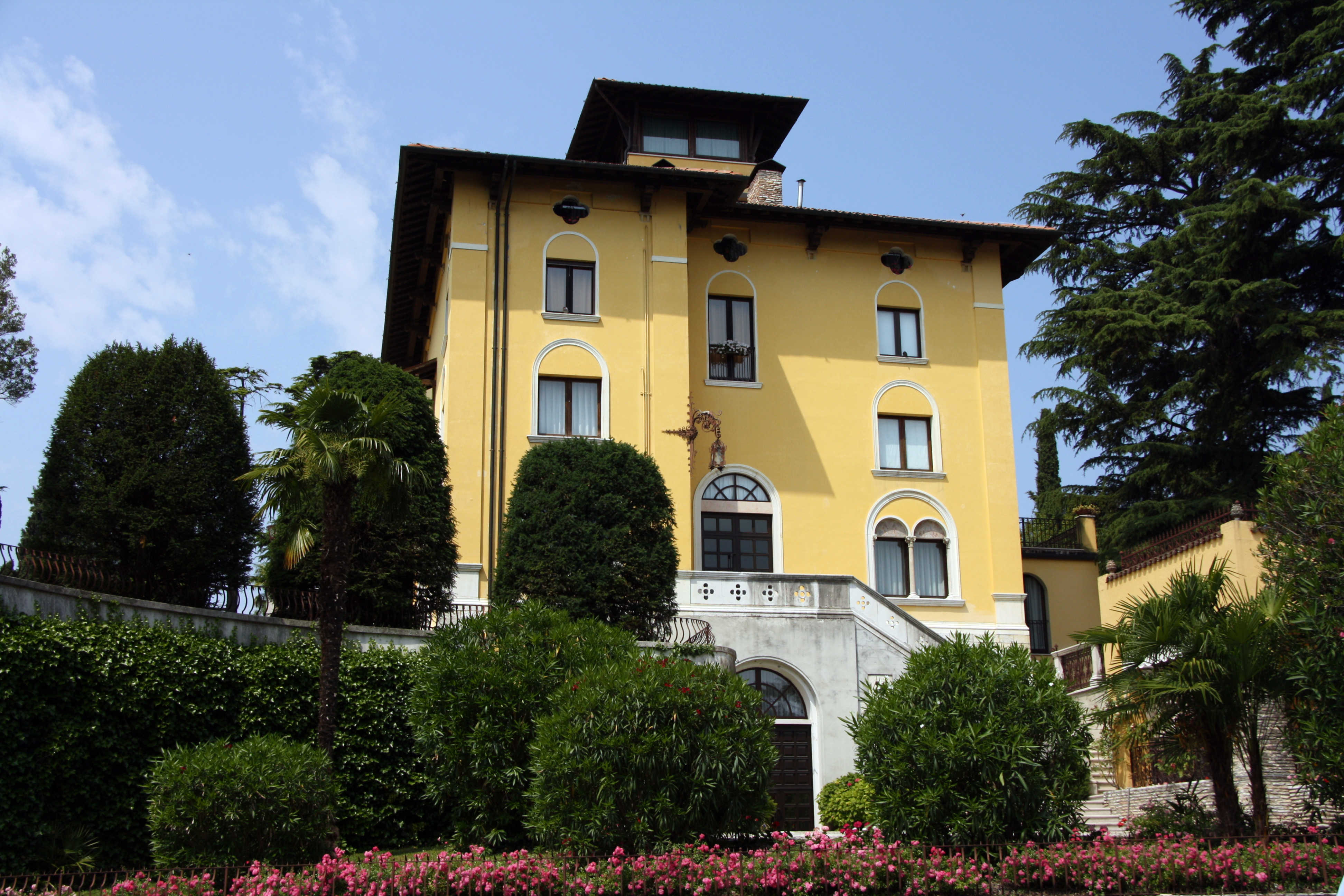
A villa, amelyben Maria Callas élt 1950-1959 között

A következő évben Firenzében vendégszerepelt, ahol Bellini Normáját énekelte, amely karrierjének egyik meghatározó szerepe lett. Tullio Serafin tanácsára számos nehéz, hangját nem kímélő szerepet énekelt: Wagner A walkür, Parsifal és Trisztán és Izolda című operáinak főszerepeit, Puccini Turandotjának hercegnőjét, valamint Verdi Aidáját. Elsősorban Firenzében és Velencében énekelt, Milánót még nem sikerült meghódítania. Az igazi áttörésre 1949. január 19-én került sor, amikor a velencei La Fenice operaházban felkérték Bellini A puritánok című operájának főszerepére, mivel az eredetileg felkért szoprán, Margherita Carosio lebetegedett. Elvira szerepét mindössze hat nap alatt tanulta meg úgy, hogy időközben kétszer is elénekelte a nagyközönség előtt Wagner A walkürjét. Callas bemutatkozása a La Fenicében igazi diadal volt, nemcsak Olaszországban, hanem Európa-szerte, sőt Amerikában is cikkeztek róla az újságok. A puritánokban megmutatkozott Callas igazi tehetsége a bel canto terén, sikerült visszaadnia Bellini legnehezebb kromatikus meneteinek virtuozitását és zenei értékeit.
Bellini operája után ismét két nehezebb szerepet énekelt: Wagner Parsifaljának Kundryját és Verdi Nabuccójának Abigéljét. Az előbbit Rómában, az utóbbit pedig Nápolyban énekelte. Ugyanebben az évben, 1949-ben került sor Callas első nemzetközi turnéjára Tullio Serafin és Nicola Rossi-Lemeni társaságában a Buenos Aires-i Teatro Colónban.
1949-ben feleségül ment Meneghinihez egy egyszerű szertartás keretében, hiszen Maria nem volt hajlandó áttérni a katolikus hitre. A továbbiakban Maria Meneghini Callas néven lépett színpadra.
Maria Callas egészségi állapota roppant gyenge volt, állandóan szédült és fáradt volt, ami elsősorban kövérségének számlájára volt írható. Később alacsony vérnyomást is megállapítottak nála, majd 1950-ben sárgaságon is átesett, ami miatt kénytelen volt lemondania nápolyi vendégszereplését a Don Carlosban. A színpadon Maria szinte vak volt, hiszen nem hordhatott szemüveget, és az ebből eredő idegfeszültség szintén károsan hatott az egészségére.
1950-ben egyetlen előadás erejéig helyettesítette a lebetegedett Renata Tebaldit Verdi Aidájában, melyet az olasz opera fellegvárában, a milánói La Scala operaházban adtak elő. Ez csak egy bemutatkozó előadás volt, mert a Scala-beli igazi debütálás csak később következett. 1950 nyarán Callas Mexikóvárosban turnézott, ahol A trubadúr, a Rigoletto és a Lammermoori Lucia női főszerepeit játszotta, valamint a Normát és az Aidát is.
Az 1950-51-es évad elején találkozott Luchino Viscontival, aki rávette, hogy dolgozzanak együtt Rossini korai, elfeledett műveinek felújításán. Callas elvállalta A török Itáliában című opera főszerepét, amelynek bemutatója 1950. október 19-én volt a római Eliseo színházban. Ezt követően három új szereppel ismerkedett meg: Verdi Violettájával a Traviatából (amely szintén egyik leggyakrabban énekelt szerepe lett), valamint A szicíliai vecsernye Elenájával és Haydn Orpheus és Eurüdiké című művének Eurüdikéjével. Egy negyedik szerepet is megtanult: Verdi Macbethjéből, mégpedig Lady Macbethét. Ezen előadások során már sztár énekesnőként ünnepelték, de ekkor történtek első incidensei is, amelyekre a sajtó azonnal lecsapott. Egy mexikóvárosi Aida-előadás során összezördült a Radamest alakító Kurt Baum tenorral, mivel Callas egyedül akart kimenni a függöny elé megköszönni a tapsokat. Szintén Mexikóvárosban, szintén egy Aida-előadás alkalmával került összetűzésbe Mario del Monaco tenorral, mivel hosszabban tartotta ki a magas hangokat, mint ő. A szicíliai vecsernye egyik előadása során állítólag szóváltásba keveredett Borisz Hrisztov bolgár tenoristával, akit megfenyegetett, hogy összetöri, ha nem engedi egyedül kiállni a függöny elé. 1951 tavaszán, egy Rio de Janeiró-i rövid turné alatt összeszólalkozott Renata Tebaldival: sértő és epés megjegyzéseket tett rá, mivel Tebaldi nem tartotta magát korábbi egyezségükhöz, és egy közös koncertjükön két ráadást is elénekelt. Ez az incidens volt a két énekesnő közötti rivalizálás első fejezete.

### A Scala meghódítása
Maria Callas előtt 1951. december 7-én gördült fel a La Scala vörös bársony függönye és ekkor szembesült először a világ legigényesebb közönségével. Verdi A szicíliai vecsernye című operájának főszerepét, Elenát alakította. A karmester Victor de Sabata volt. Ezek után nyolcszor énekelte karrierjének talán legnagyobb szerepét, a Normát. Ezt követően Mozart Szöktetés a szerájból című operájának női főszereplőjét, Konstanzét alakította, annak ellenére, hogy sem a művésznő, sem pedig a milánói közönség nem volt a salzburgi zeneszerző nagy rajongója. Ez volt az egyetlen alkalom, amikor Callas Mozart-operában lépett fel, későbbi koncertjei során is csak néhány áriát énekelt tőle, elsősorban a Don Giovanniból.
A Scala nagy dívája akkoriban Renata Tebaldi volt, aki az 1951-52-es évadban Verdi Falstaffjában és Arrigo Boito Mefistofeléjében énekelt. Mivel a milánói sajtó megszellőztette a két énekesnő között Rio de Janeiróban kialakult vitát, a Scala közönsége már az 1951-52-es évadtól kezdődően két pártra szakadt, akik hosszú éveken át szakadatlanul háborúztak egymással, brávóztak, tapsoltak vagy hurrogtak, és tüntetőleg csendben maradtak a hivatalos „klakkfőnök” döntései szerint, hiszen az illető a szolgálatait – drága pénzért – mindkét félnek eladta. Annak érdekében, hogy megelőzzék a viszály erősödését, illetve megnyugtassák a két tábort, Ghiringelli, a Scala intendánsa igyekezett kompromisszumos megoldást találni: Maria Callas énekelt az évad első felében, Renata Tebaldi pedig a másodikban.
Maria Callas az 1952-53-as évadot Verdi Macbethjével nyitotta. Csak ebben az évadban énekelte ezt a szerepet, amelyre vonatkozó összes későbbi terve meghiúsult, pedig saját bevallása szerint neki is tetszett Lady Macbeth hatalmas képességeket követelő szerepe. A Macbeth után Ponchielli Giocondáját énekelte, mellyel korábban a veronai arénában debütált, de ez a milánói előadás bukás volt: lehurrogták, sőt ócsárló szavakat is intéztek hozzá. Sikerült viszont visszakerülnie a kritikusok kegyeibe A trubadúr csodálatos előadásával.
Az 1953-54-es évadot Cherubini Médeájával nyitotta meg, melyet Leonard Bernstein vezényelt. A siker mindent elsöprő volt, a közönség tombolva ünnepelt, és bár az évadot Tebaldi indította Alfredo Catalani La Wally című operájával, Maria Callas diadalát nem lehetett összemérni annak egyszerű sikerével. Ebben az évadban éleződött ki leginkább a kettejük közötti viszály. Callas következő szerepe a Lammermoori Lucia volt Herbert von Karajan vezényletével, majd pedig Gluck Alkésztisze Carlo Maria Giulini karmester irányítása alatt. Az évadot Verdi Don Carlosával fejezte be és a Scala királynőjeként távozott Milánóból Veronába, majd Angliába és az Egyesült Államokba, ahol fél évet töltött lemezfelvételekkel.
1954 őszén New Yorkba utazott, remélve, hogy sikerül majd énekelnie a Metben, de Rudolf Bing, az operaház impresszáriója nem volt hajlandó megadni a Meneghini által kért fellépti díjat. Callas 1954. november 1-jén a Norma címszerepében megnyitotta a chicagói Lyric Theater évadját. Ez volt az első amerikai diadala. A Time Magazine megjegyezte, hogy Callas talán nem a világ legjobb hangú énekese (ez a titulus Olaszországban Renata Tebaldit, az Egyesült Államokban pedig Zinka Milanovot illette meg), de feltétlenül a világ legizgalmasabb énekesnője. Következő előadásainak sikereivel (a Traviata és a Lammermoori Lucia) sikerült meghódítania az amerikai sajtót és egy csapásra világhírű énekesnő lett.

### A híresátalakulás
Amikor 1954. április 12-én a Don Carlos Erzsébeteként színre lépett, Maria Callas már egy teljesen más nő volt. Kevesebb, mint két év alatt kilencvenkét kilóról hatvanötre fogyott le. Ezt a jelentős változást a sajtó azonnal észrevette, és különböző elméletek jelentek meg módszeréről: a legkülönlegesebb az volt, hogy galandférget nyelt. Egy római tésztagyár azt állította, hogy a művésznő az ő termékeinek köszönhetően fogyott le, emiatt Callas be is perelte a céget. Az énekesnő a súlyvesztését az alacsony kalóriatartalmú ételek (saláták és csirkehús) fogyasztásával magyarázta. Nemcsak súlya változott, hanem a megjelenése is: befestette a haját, és Chicagóból már hamvasan fénylő szőkeségként tért vissza Milánóba. Ruhatárát is radikálisan megváltoztatta, amiben nagy segítségére volt a milánói divattervező, Biki asszony (Elvira Leonardi Bouyeure), aki az 1952-53-as évad jelmezeit is tervezte számára.
Családjával – elsősorban az édesanyjával – megromlott a kapcsolata, mivel Maria nem volt hajlandó támogatni nővére zongorista karrierjét és nem volt hajlandó évjáradékot fizetni az anyjának. Emiatt ő lett „a hálátlan leány”, aki „gyémántot reggelizik és nercek közt alszik, de hagyja, hogy anyja bejárónőként tengesse az életét”. Ezt a családi perpatvart a sajtó minduntalan megszellőztette, amit Callas anyja ki is használt és jó pénzért, több alkalommal is becsmérlően nyilatkozott lányáról.
Callas még amerikai tartózkodása idején szembesült az úgynevezett „Bagarozy-üggyel”. A megbukott United States Opera Company impresszáriója még 1947-ben, Callas New York-i tartózkodásának utolsó napján aláírattatta vele a szerződést, amely szerint mindenkori fellépti díjának 10%-ra igényt tart. Most, hogy Callas világhírű énekesnő lett, Bagarozy pert indított ellene, hogy megszerezze az akkoriban mintegy 300 ezer dollárra rúgó összeget. Callas ellentámadásba lendült, és váltig bizonygatta, hogy Bagarozy nem teljesítette a szerződésben vállalt kötelezettségeit, hogy támogatni fogja új szerepek megszerzésében.

### A Scala királynője
Maria Callas karrierjének legsikeresebb időszaka az 1954 és 1959 közötti évek, amikor – elsősorban Luchino Visconti és Franco Zeffirelli rendezőknek köszönhetően – a milánói operaház első számú énekesnője volt.

#### Azuralkodáselső évadja
Az 1954-55-ös évadot Gaspare Spontini A Vesta-szűz című operájával nyitotta meg. Callas remekelt, lenyűgözte a közönséget, de érződött, hogy hangja már megváltozott és nem hasonlított arra, amivel karrierje kezdetén a Turandot hercegnőjének szerepét énekelte. Ettől függetlenül bel canto technikája tökéletes volt, színpadi megjelenése, amelyet Visconti tanított be: hibátlan. Ezzel az alakításával sikerült kivívnia Arturo Toscanini elismerését, aki korábban ridegen viszonyult hozzá, hiszen Renata Tebaldi elkötelezett híve volt. Az évad második előadása Bellini Az alvajáró című operája volt. Ez volt az első alkalom, amikor Luchino Visconti, Leonard Bernstein és Maria Callas együtt dolgoztak. A harmadik előadás Verdi Traviatája volt. A főszerep megformálására Callas rengeteg figyelmet fordított, és így egyike lett az operatörténet leghitelesebb Violettáinak. Zeffirelli rendezésében A török Itáliában Fiorella szerepét játszotta, szintén nagy sikerrel. Ötödikként A trubadúr Eleonóráját kellett volna énekelnie, de végül Umberto Giordano André Chénier című operájának főszerepét énekelte. A trubadúr azért hiúsult meg, mert a Manrico szerepére kijelölt tenor, Mario del Monaco az utolsó pillanatban visszalépett. Attól félt, ha elrontja az opera egyik legnehezebb áriáját, a Di quella pirát, akkor a milánói közönség lehurrogja, hiszen a Nabucco Va’ pensierója mellett ez is afféle nemzeti himnusz volt. Az André Chénier viszont hatalmas bukás lett, a milánói közönség lehurrogta Callast, mert másnak ábrázolta Chénier kedvesét, mint azt elvárták tőle. Ugyanakkor így álltak bosszút rajta, mert Madeleine Renata Tebaldi egyik nagy szerepe volt, amelynek eljátszásával Maria kiváltotta Tebaldi rajongóinak haragját.

#### Chicagói vendégszereplés
1955 őszén Lawrence Kelly és Carol Fox meghívására Callas a Chicago Civic Operában énekelt három Pillangókisasszonyban, abban az operában, amelyet korábban sosem énekelt színpadon. A chicagói operaház és Callas kapcsolata mindössze erre a három előadásra korlátozódott, mivel a harmadik előadás után, az impresszáriók minden elővigyázatossága ellenére, Callas öltözőjébe berontott két rendőr, akik átnyújtották az idézést a Bagarozy által indított perben. Ez azért fontos momentum, mert az amerikai törvények szerint csak akkor lehet valakit bíróság elé állítani, ha az illető amerikai földön kapja kézhez az idézést. Ezt Callasnak addig sikerült elkerülnie. Callas dühkitöréséről a sajtó is cikkezett, és az addig „szeszélyes”-nek és „nehéz természetű”-nek titulált énekesnőből fúriát és hárpiát faragtak. Maria elhagyta a várost, ahová csak hosszú évek múltán tért vissza, és akkor is csak egyetlen hangverseny erejéig.

#### További milánói sikerek
Callas számára az 1955-56-os évad a Scalában nem tartozott a legjobbak közé: igaz ugyan, hogy majdnem negyvenszer lépett színpadra, de csak négy szerepet énekelt. Az évadnyitó előadás a Norma volt, amelyen jelen volt az Olasz Köztársaság elnöke is. Ezen előadások alkalmával Callas többször is összezördült Mario del Monaco tenorral, aki a főhős szerepét játszotta, mivel nem tudtak kiegyezni, ki menjen ki a függöny elé megköszönni a tapsokat. Maria következő szerepe a Traviata Violettája volt. Az egyik előadáson a függöny lehullását követő virágesőben valaki egy csomag retket (vagy répát, nem tudni pontosan) dobott az énekesnő lába elé. Az incidensnek két változata ismert: az egyik szerint a dühös Callas a zenekari árokba rúgta az „ajándék”-ot, a másik szerint pedig a virágokkal együtt a szívéhez ölelte, hiszen színpadon alig látott valamit, így nem vette észre a retket. Nem tudni, mi az igazság, de Callasnak az előadást követő őrjöngéséről a világ minden sarkában cikkeztek az újságok.
A harmadik szerep Rosina volt Rossini A sevillai borbély című operájában. Ez karrierjének egyik leggyengébb szerepe volt, a közönség és a kritika egyaránt bukásnak tekintette. A negyedik előadás, Umberto Giordano Fedora című operája szintén kevés sikert hozott. A kritikusok ekkor már megállapították, hogy hangja változóban van és bár sokat vesztett az erejéből, de megszabadult a magas regiszterének sokat bírált éles hangzásaitól.

#### A Met meghódítása
A chicagói sikerek láttán Rudolf Bing, a New York-i Metropolitan operaház igazgatója már 1955-ben felkereste Callast és szerződést ajánlott neki, sőt megadta a Meneghini által kért honoráriumot is, noha néhány évvel korábban megtagadta az előadásonkénti 1000 dollárnál nagyobb pénzösszeg kifizetését.
Maria Callas 1956 kora őszén érkezett meg New Yorkba. Tudatában volt, hogy a Met-beli sikerektől függ bekerülése a high societybe. Érkezését a sajtó is beharangozta, felkerült a Time címlapjára, de az embereket inkább a pletykarovatok érdekelték, mivel anyja, Evangelía „kipakolt” önzőnek és hálátlannak titulált lányáról.
Callas október 29. és december 19. között öt Normát, négy Luciát és két Toscát énekelt a Metben, továbbá fellépett egy philadelphiai Normában, valamint részt vett egy televíziós hangversenyen is. A közönség kezdetben hűvösen fogadta, csak a Toscával sikerült feloldania a hangulatot. A kritikusok elismerően nyilatkoztak róla, de ugyanakkor fenntartásokkal is, hiszen New York Zinka Milanov birodalma volt, aki ráadásul egy közös előadásuk során több tapsot is kapott. A Time azonban megszellőztette a Milánóban dúló Callas–Tebaldi-viszályt és nyilatkozatra bírta az olasz szopránt, aki kifejtette álláspontját, hogy a Callas által elviselhetetlenné változtatott légkör miatt hagyta ott a Scalát. A hírt Elsa Maxwell, az amerikai bulvársajtó leghíresebb szerkesztője is felkapta és Tebaldi pártját fogva epés hangvételű cikkeket jelentetett meg Callasról.
Hatalmas port kavart az úgynevezett „Enzo Sordello-ügy” is. A fiatal bariton egy Lammermoori Lucia-előadás során került összetűzésbe az énekesnővel, amikor elhatározta, hogy kivágja a rezet a Metben és minden várakozás ellenére, nem törődve a karmester Fausto Cleva utasításaival, addig tartotta a magas hangot Enrico és Lucia egyik duettje során, ameddig hatalmas tüdejéből kitelt. Sem Callas, sem pedig a zenekar nem tudta követni. A baritont elbocsátották az operaházból, amit a sajtó természetesen Callas bosszújának állított be, noha a karmester követelte az énekes menesztését.
Callas váratlan pártfogóra talált Elsa Maxwell személyében, akinek segítségével sikerült megismernie a New York-i jótékonysági bálok és gálák frakkos-estélyiruhás urait-hölgyeit. Maxwell lett Callas egyik legbizalmasabb barátnője és támogatója.

#### Vendégszereplések és új szerepek
A rövid, de sikeres New York-i vendégszereplés után Callas visszatért Milánóba. Mivel másutt volt elfoglalva, ezúttal nem ő énekelte a Scala évadnyitó előadását. Az év folyamán rengeteget utazott, hiszen felkéréseket kapott Amerikától Bécsig, sőt Athénba is visszatért.
Az 1957-es év elején előbb Chicagóban és New Yorkban énekelt gálaesteken, majd februárban a londoni Covent Gardenben a Normát énekelte, amellyel hatalmas sikert aratott: kritikusai dicsérték egyre finomabb bel canto technikáját. Márciusban Az alvajáró főszerepét énekelte Milánóban, majd áprilisban egy új operában, Donizetti Boleyn Annájában debütált, amelyet Visconti rendezett. Ezt követően Gluck egy másik operájában – Iphigeneia a tauriszok földjén – szerepelt, amelynek premierje után az államelnök az Olasz Köztársaság „commendatore” címével tüntette ki. A sikeres évadot ismét egy honorárium körüli huzavona árnyékolta be. Herbert von Karajan, akivel korábban már dolgozott együtt, meghívta a bécsi operaházba, hogy énekelje el a Traviatát. Callas férje, Meneghini azonban hatalmas honoráriumot kért, amit hosszas alkudozás után Karajan nem adott meg. Az összezördülés eredménye az lett, hogy Callas Chicago után a bécsi operából is kizárta magát. Barátnője, Elsa Maxwell sietett a segítségére és Karajant Maria ellenségének állította be, ezzel rontva az amúgy is puskaporos helyzeten.
Callas 1957-ben két hangversenyre kapott meghívást Athénba. Meneghini a két előadásért 9000 dollárt kért. Ezt a görög sajtó megtudta és azonnal kitört a vita, hogy egy szegény ország megengedheti-e magának ezt a költséget. A vita a görög parlamentbe is eljutott, ahol a Karamanlisz-kormányt is felelősségre vonták emiatt. Callasnak Herodes Atticus színházában kellett volna fellépnie, de fáradtsága miatt kénytelen volt lemondani az első előadást, amiért a görög sajtó durván felelősségre vonta és „az ország hűtlen lányá”-nak titulálta. Mielőtt elhagyta volna Athént, Callas a Lammermoori Luciával, A trubadúrral és Izolda halálával kápráztatta el a közönséget és sikerült lecsillapítania a kritikusait.
Visszatérve Milánóba orvosi vizsgálatokon esett át: alacsony vérnyomást állapítottak meg nála, egészségi állapotát fogyása is rontotta. Orvosai tanácsa ellenére az év második felében elutazott az edinburghi operafesztiválra, ahol a Scala társulata Az alvajáróval vett részt. Az operát négyszer adták elő, hatalmas sikerrel, az énekesnő viszont kimerült és nem vállalta az ötödik szereplést. Visszautazott Olaszországba, ahol részt vett Elsa Maxwell egyik velencei gálaestjén. Ez újabb botrányhoz vezetett: ő lett a „lehetetlen sztár, aki inkább elmegy Velencébe táncolni, mint hogy Edinburghban énekelne”. Velencében találkozott először Arisztotélisz Onászisz hajómágnással.
Az év vége kedvezőtlenül alakult számára, hiszen megromlott egészségi állapotára hivatkozva lemondta San Franciscó-i fellépéseit. Ezzel magára haragította az ottani operaház igazgatóját, aki azonnal feljelentette az Amerikai Zeneművészek Szövetségénél (A.G.M.A.) szerződésszegésért. Ez a per azért volt fontos, mert ha az A.G.M.A. (American Guild of Musical Artists) elmarasztalta volna, akkor többé nem énekelhetett volna Amerikában. A szövetség elfogadta Callas érveit, de ettől függetlenül a San Franciscó-i operaház is bezárta előtte a kapuit.

#### Szakítás a Scalával
A Scala az 1957-58-as évadot Verdi Az álarcosbál című operájával nyitotta meg, amelynek főszerepét Callas játszotta. Az előadás próbái azonban zaklatott körülmények között zajlottak, hiszen egyrészt Ghiringhelli, az operaház intendánsa az edinburgh-i eset óta neheztelt az énekesnőre, másrészt Callas folyamatos konfliktusban állt Giuseppe Di Stefano tenorral, mivel kölcsönösen azzal vádolták egymást, hogy elorozzák a másiknak járó tapsokat. Mindezektől függetlenül Az álarcosbál hatalmas siker volt.
Az 1958-as év egy újabb botránnyal kezdődött. Callast a római operaház kérte fel a Norma előadására január 2-án. Mivel az énekesnő a szilveszteri mulatság után rekedten ébredt fel, kérte az előadás elhalasztását. Ebbe viszont az operaház vezetősége nem egyezett bele, hiszen az előadás díszvendége az olasz államelnök volt. Callas kénytelen volt énekelni, de az első felvonás után mégis visszalépett. Annak ellenére, hogy tudtak Callas torokfájásáról, az operaház vezetősége nem gondoskodott helyettesről, ezért kénytelen volt lemondani az előadást. Az őrjöngő közönség egyértelműen a „szeszélyes dívá”-t vádolta az előadás felfüggesztésével, megostromolta az öltözőket, Callas pedig kénytelen volt egy titkos folyosón át elmenekülni a szomszédos szállodába. Az operaház vezetősége beperelte ugyan, de veszítettek. Callas előtt viszont bezárultak a római operaház kapui is.
Az év márciusában visszatért New Yorkba, ahol óriási sikereket aratott a Traviata és a Tosca címszerepeiben, az előadások között pedig Elsa Maxwell támogatásával belevetette magát az amerikai társasági életbe. Ezek után visszautazott Milánóba, ahol májusban Bellini A kalóz című operájának főszerepét énekelte. A május 19-i bemutató előadás hatalmas sikert aratott, a közönség többször is a függöny elé hívta, de Ghiringhelli könyörtelenül ráengedte a vasfüggönyt, a hangosan tüntető közönséget pedig az alkalmazottak segítségével eltávolította a teremből. Callasnak ezek voltak az utolsó előadásai a Scalában, hiszen Ghiringhelli nem ajánlott fel neki újabb szerepeket.
Maria az év további részében az Egyesült Királyságban, Kanadában és az Amerikai Egyesült Államokban koncertezett. Közben újabb felkérést kapott Rudolf Bingtől, a Met impresszáriójától, aki két darab éneklésére akarta szerződtetni a New York-i operaházba. Callas azonban halogatta a válaszadást, minek következtében Bing ultimátummal fenyegette meg, végül érvénytelenítette ajánlatát, és ezzel a New York-i operaház is bezárta a kapuit az énekesnő előtt.

### Találkozás Onászisszal, válás Meneghinitől
Callast a párizsi operaház szerződtette. Bemutatkozó előadása a francia Becsületrend tagjainak tiszteletére rendezett gálaesten volt, 1958 decemberében. A következő év első hónapjaiban kedvenc szerepeit, Luciát és Normát énekelte. 1959 áprilisában a londoni Covent Gardenben vendégszerepelt, ahol egy díszvacsorán megismerkedett Arisztotélisz Onászisszal és feleségével, Tínával (Athiná Livanú). Onászisz hajómágnás volt és egyben a leggazdagabb görög a világon. Nagyvonalúságával és fényűzésével elkápráztatta Callast, aki egy csapásra szerelmes lett az őszülő férfiba. Onászisz egy földközi-tengeri jacht-körútra hívta Callast és férjét, amelyen többek közt Winston Churchill és Greta Garbo is részt vett. Csatlakozott hozzájuk Carl Foreman producer, aki felajánlotta az énekesnőnek következő filmje, a Navarone ágyúi főszerepét, de ezt Meneghini tanácsára Callas elutasította.
A hajóút végére Maria és Meneghini kapcsolata megromlott Callasnak Onászisz iránti rajongása miatt, amit az idős férj nem nézett jó szemmel és féltékenységének többször is hangot adott. Augusztusban visszatértek a Garda-tó partján fekvő villájukba, ahol megegyeztek válásuk feltételeiben. A tárgyalásra november 14-én került sor Bresciában. A válás után Callas Dallasba repült, ahol két Médeia előadással megnyitotta az operaévadot. Ezek után visszatért Onásziszhoz a jachtra, új életet kezdeni.
Időközben Onászisz is rendezte helyzetét: elvált feleségétől. A pletykalapok szerint Tina beleegyezését és hallgatását a híres Hope gyémánttal sikerült megvásárolnia. Tény azonban, hogy Onászisz válópere csendben, a családi szennyes kiteregetése nélkül zajlott le. Egyedül Elsa Maxwell támadta Callast, aki régi barátnője, Tína, a „megcsúfolt hitves” pártjára állt, és megszakította kapcsolatát az énekesnővel.

### Az első hangválság
Callas az 1959-es évet New Yorkban kezdte, ahová kénytelen volt visszatérni az egyre inkább elhúzódó Bagarozy-ügy miatt és egyúttal fellépett egy hangversenyen a Carnegie Hallban. Január 27-én a párizsi operában énekelt a francia államelnök előtt. Az év során két nagy sikerű előadássorozatot énekelt: a Lammermoori Luciát Franco Zeffirelli rendezésében Joan Sutherlanddel Dallasban, a Médeiát pedig a londoni Covent Gardenben. Az év végén Kansas Cityben elvállalt egy előadássorozatot, amely sikeres volt ugyan a közönségnél, de művészileg nagy bukást jelentett, hiszen a Lammermoori Luciában számos hangot elhibázott, sőt egy őrülési jelenet során majdnem összeroskadt. A másik elvállalt operát, A sevillai borbélyt nem tudta elénekelni, helyette Eugenia Ratti, a Scala egyik neves énekesnője ugrott be.
Az 1960-as év első felében Callas nem énekelt: ekkor esett át első hangválságán, amely az évek során aztán többször is megismétlődött. Ennek okai részben az idegkimerültség (válása Meneghinitől, pihenést nem ismerő élete Onászisz mellett), részben pedig egészségi problémái (alacsony vérnyomás, fájdalom az arcüregében, amely minden énekléskor megkínozta) voltak.
Onászisz mellett teljes baráti köre lecserélődött, még inkább a sajtó reflektorfényébe került és egyre többször felmerült esetleges házasságuk kérdése. Mindketten elváltak: Callas, aki Olaszországban esküdött meg Meneghinivel, nem tudott újra férjhez menni a katolikus egyház ott érvényben lévő tiltása miatt, de mivel nem mondott le amerikai útleveléről, férjhez mehetett volna az Egyesült Államokban. Mégis, egyikük sem szánta rá magát a házasságra. Callas ugyan hajlott rá, de Onászisz minduntalan kitért a válaszadás elől.

### Az epidaurosziNorma
Callast visszahívták Görögországba, hogy az epidauroszi estéken, a hatalmas ókori színházban elénekelje a Normát. Az előadást üldözte a balsors: a bemutató estéjén, néhány perccel a kezdés előtt özönvízszerű eső zúdult a színházra, a gálaestet le kellett mondani. Ezúttal elmaradt a felháborodás, nem úgy, mint évekkel korábban, Athénban, köszönhetően talán annak is, hogy az énekesnő immár nem a szeszélyes, csupa tűz díva hírében állt, hanem elsősorban társasági személyiség volt, a leggazdagabb görög üzletember szeretője. Az előadást végül kétszer is színre vitték és mindkét alkalommal hatalmas sikert aratott. Az előadások után, a helyi szokásokhoz híven babérkoszorút helyeztek Maria fejére. Az utolsó, augusztus 28-i fellépés azért is fontos volt Callas számára, mert a közönség soraiban ült apja is, akivel az előadás után kibékült. Másrészt a sikeres előadássorozat helyreállította önbizalmát, így az év végén Milánóba ment, ahová minden korábbi sérelmet félretéve visszahívták elénekelni a Normát. Bár a kritikusok megállapították, hogy hangja nem volt a legjobb állapotban, a közönség mégis zajosan ünnepelte. Callast azonban éneklés közben folyamatosan gyötörték az arcüregfájdalmak, ezért az előadások előtt sebészi beavatkozásra volt szükség, hogy tágítsák az arcüregeit. Emiatt elhatározta, hogy ezentúl csak három szerepet fog énekelni, amelyek kevésbé viselik meg: Normát, Médeiát és Toscát. Ekkor békült ki Renata Tebaldival is, akivel a következő években közösen lépett fel egy New York-i hangversenysorozaton.

### Párizsi évek
Callas Párizsba költözött, ahol megismerkedett Georges Prêtre karmesterrel és Michael Glotzzal, az EMI zenekiadó franciaországi igazgatójával, aki rábeszélte egy francia operaáriákból összeállított lemez felvételére. Kevés fellépést vállalt: Londonban énekelt egy jótékonysági hangversenyen, majd visszatért Epidauroszba is, ezúttal a Médeiával. Itt találkozott anyjával és nővérével is, így egész családjával látszólag sikerült megbékélnie. 1961 decemberében visszatért Milánóba, ahol szintén Médeiát énekelte, de kevés sikerrel, ugyanis a közönség a nemtetszésének adott hangot.
1962-63-ban élte át második nagyobb hangválságát, amelyet tetőzött a sajtó által felkavart számos botrány is. Volt férje, Meneghini folyamatosan támadta a sajtón keresztül, hiszen úgy érezte, számára előnytelen válással zárult a házasságuk, másrészt a felhőtlennek ígérkező családi hangulatot beárnyékolta anyja öngyilkossági kísérlete, amiért ismét „szívtelen gyermek”-nek titulálták, sőt Onászisz is egyre gyakrabban hagyta magára.
1962 februárjában Maria a londoni Royal Albert Hallban koncertezett. Fellépéséről az angol sajtó megállapította, hogy „a díva haldoklik”. Mivel fokozatosan elveszítette a felső regisztere feletti uralmat, Callas kénytelen volt gyöngédebb, kifejezőbb középső regiszterét használni, így repertoárjába mezzoszoprán szerepek is bekerültek, mint például a Carmen, amelyet május 12-én énekelt először Münchenben, Georges Prêtre vezényletével. A Carment két év múlva lemezre is énekelte, de nem vállalkozott nehéz szerepek eléneklésére, mint például A hugenották főszerepére, hiszen a hangját már nem tudta kellőképpen uralni.
1962. június 3-án lépett fel utoljára a milánói operaházban, Médeiát énekelve. Ez az előadás karrierjének végét jelentette, hiszen hangja többször is megbicsaklott, eltűnt az élessége, és a kritikusok szerint „siralom volt hallgatni”.
Egy londoni gálaest kivételével 1963. május 3-áig, amikor új lemezfelvételekbe fogott bele, nem énekelt többet. A nagyvilág előtt is alig mutatkozott, Párizs és Monte Carlo között ingázott (hiszen Onászisz révén a monacói hercegi pár jó barátja lett). A sajtó Onászisz állítólagos nőügyeiről cikkezett, de azoknak hamar végük lett, Onászisz Maria mellett maradt.
1963 májusában Prêtre vezényletével Callas egy újabb lemezfelvételt készített klasszikus francia áriákkal, majd egy sikeres európai koncertkörúton vett részt Németországban, Londonban, Párizsban és Koppenhágában.

### Az utolsó operák
1964-ben Callas visszatért az operaházak színpadára, mivel be akarta bizonyítani – elsősorban önmagának –, hogy még el tudja énekelni azokat a szerepeket, amelyeknek zenéje mindig a fülében csengett, másrészt pedig rengeteg felkérést kapott. Egészségi állapota is helyrejött, homloküreg-gyulladása elmúlt. Az 1964-es évet egy nagy sikerű Tosca-sorozattal kezdte a londoni Covent Gardenben Georges Prêtre vezényletével. A rendező Franco Zeffirelli és a díszlettervező Renzo Mongiardino a világ egyik legnépszerűbb és legidőtállóbb előadását alkották meg, amelyet több mint 20 évvel később is játszottak, igaz, már Callas nélkül. Az előadások során Callas hangja kiegyensúlyozott és fegyelmezett volt, érezhetően javult a két korábbi hangválság után, de a kritikusok azért megérezték harmadik regiszterének enyhe vibrálását és hangjának kifáradását.
Az év tavaszán Callas Párizsban énekelt hangversenyeken, majd május 22-én Norma szerepében fellépett az Opérában is. 1964 júliusában Maria lemezre énekelte a Carment, mely egyike lett a legkiválóbb zenefelvételeinek. Az év további részét Onásziszal töltötte Görögországban: a hajómágnás hajóján, illetve saját szigetén, Szkorpioszon.
Az 1965-ös év elején Párizsban, majd New Yorkban énekelte a Tosca főszerepét. Amerikából fáradtan tért vissza, de nem mondta le soron következő fellépéseit a párizsi operában. A május 14-i Norma előtt rosszul lett. Orvosai teletömték gyógyszerekkel és injekciókkal, de az előadást nem mondta le, viszont megkérte, hogy még a kezdés előtt jelentsék be a közönségnek, hogy nincs jól. A közönség a legrosszabbtól tartott ugyan, de Callas összeszedte minden erejét, és csodálatosan énekelt. A május 21-i előadásra egészségi állapota rosszabbodott: csak szíverősítő injekcióknak köszönhetően sikerült végigénekelnie a műsort és diadalt aratott. Az utolsó Norma előadásra május 29-én került sor. A szerepet bátran és erőteljesen kezdte el, de a második felvonás kettősét Fiorenza Cossottóval már nem bírta végigénekelni és a színpadon elhallgatott. A színpadról leérve összeesett, az előadást pedig lefújták. Az orvosok idegösszeroppanást diagnosztizáltak, pihenőt javasoltak neki, ezért néhány napra visszatért pihenni Onászisz jachtjára.
A következő előadás-sorozata a Covent Gardenben lett volna, azonban orvosai tanácsára a négy bevállalt előadás helyett mindössze egyet énekelt. A kritikusok, noha megjegyezték, hogy hangja nem volt hatalmas, mégis elismerően méltatták a szereplését. Ez volt utolsó színpadi fellépése.

### Élete Onászisz mellett

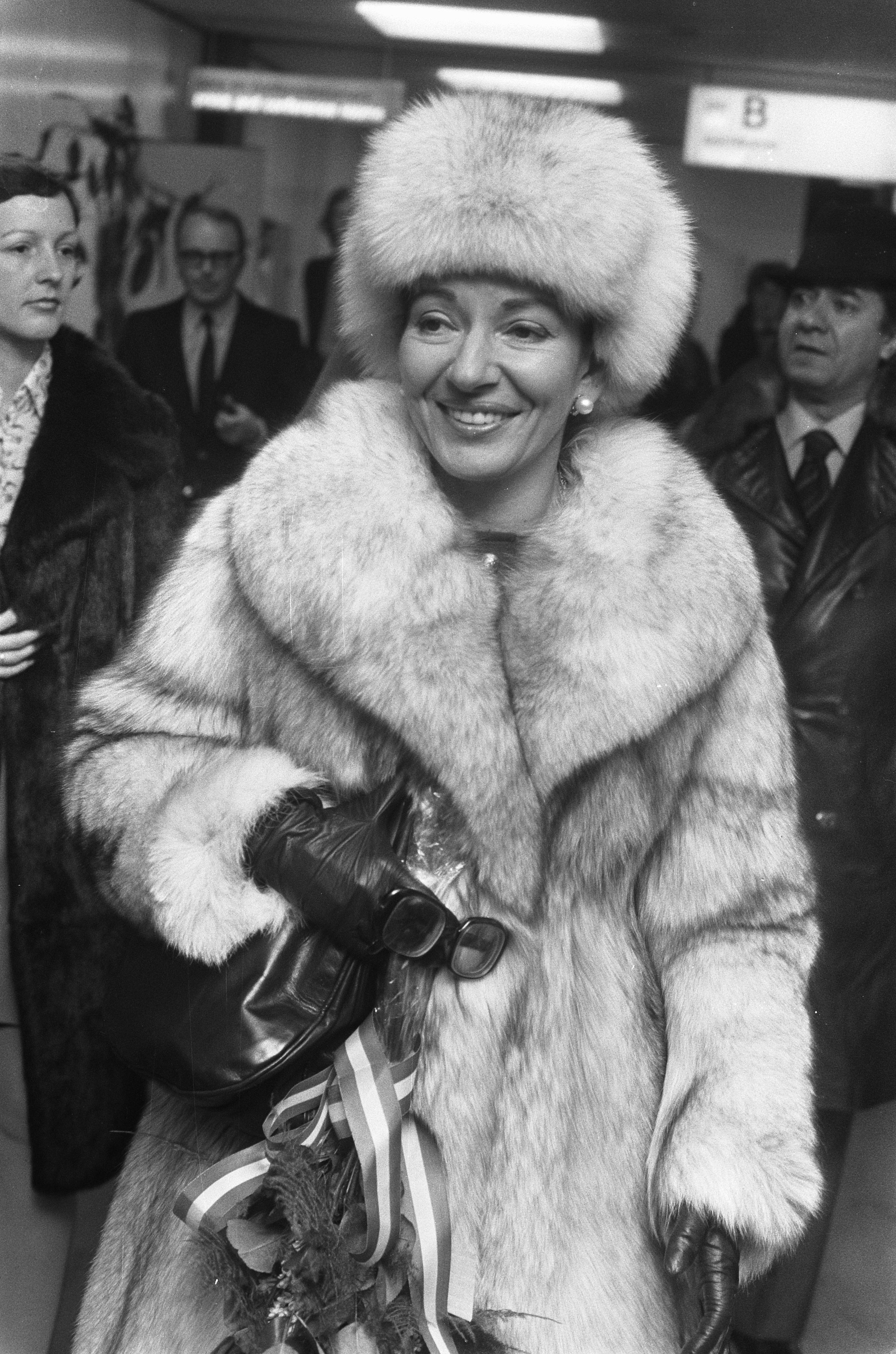
Callas 1973-ban

1965-ben rendeződtek peres ügyei volt férjével, Meneghinivel. Noha a milánói bírák megrótták Mariát Onászisszal való kapcsolatáért, de ugyanakkor megállapították, hogy Meneghini is súlyos károkat okozott az énekesnőnek azzal, hogy a sajtóban ártó interjúkat adott. A folyamodványt, amelyben Meneghini azt kérte, hogy Mariát tegyék felelőssé a válásért, elutasították. Callas bolondulásig szerette Onásziszt: ezt a rajongást sajtó többször is megszellőztette, és a görög „rabszolganőjének” titulálták az énekesnőt. Továbbra is nyílt kérdés volt esetleges házasságuk. Mindketten Párizsban éltek, azonban nem költöztek egy fedél alá: a Foch sugárúton voltak házaik, nem messze egymástól. Onászisz üzlettársa is volt Callasnak, hiszen az énekesnő pénzét jövedelmező vállalkozásokba fektette.
Életrajzírói szerint Callasnak egy gyereke is született Onászisztól 1960. március 30-án, de az újszülött néhány órával a szülés után meghalt. Meneghini cáfolta ezt a feltételezést és saját életrajzában azt állította, hogy Callas meddő volt. Más források arról beszélnek, hogy Callasnak legalább egy vetélése volt, amíg Onászisz élettársa volt.
Kettejük kapcsolatának 1968 őszén lett vége, amikor egy váratlan fordulattal Onászisz elhagyta Callast és feleségül vette a meggyilkolt amerikai elnök özvegyét, Jackie Kennedyt. Onászisz magántitkára azonban arról számolt be, hogy noha Onászisz feleségül vette a Kennedy özvegyet, többször is találkozott Párizsban az énekesnővel. Közeli barátaik beszámolói szerint a házasságkötéshez a Kennedy özvegy ragaszkodott, aki nem akart egy titkos kapcsolatba kezdeni, nehogy magára haragítsa gyermekeit. Onászisz 1975-ben halt meg, két évvel Callas előtt. A barátok beszámolói szerint Callas többször is ellátogatott élete nagy szerelmének sírjához.

### Filmes próbálkozások
Callas a londoni és párizsi előadások kiábrándító tapasztalatai után a következő években sorra hárította el az operákra szóló felkéréseket (New York, Párizs, San Francisco). Soha nem mondott azonban egyértelműen „nem”-et, hanem olyan feltételeket szabott (pénzalapok, hosszú próbák), amelyekről tudta, hogy egyetlen operaház impresszáriójának sem áll módjában teljesíteni. Maria tehát egyetlen ajtót sem csukott be maga előtt, hanem hagyta, hogy azok maguktól becsukódjanak.
Karrierje során több filmes felkérést is kapott, de a forgatás ötlete igazából akkor kezdte foglalkoztatni, amikor Onászisz jachtján találkozott Carl Foreman producerrel, aki felajánlotta neki a Navarone ágyúi című film egyik főszerepét. Franco Zeffirelli két operafilmet szándékozott Callasszal leforgatni, a Toscát és a Traviátát, de az énekesnő nem tudta rászánni magát a szereplésre, ezért mindkét projekt zátonyra futott.
Egyetlen filmes projektje azonban mégis megvalósult, a Médeia, Pier Paolo Pasolini rendezésében. Noha az énekesnő nem rajongott az olasz rendező filmjeiért, mégis ráállt a filmezésre, mivel a rendező „meg tudta nevettetni” és „tisztelte” is őt. A filmet 1969-ben forgatták Olaszországban és Kis-Ázsiában. Az énekesnő teljes odaadással dolgozott a néha zord éghajlati viszonyok mellett is. A film tisztes karriert futott be a művész- és stúdiómozikban.

### Utolsó hangversenyek
Két év múlva Callas kilépett az elszigeteltségéből és ismét énekelni kezdett, ugyanis elvállalta, hogy az Egyesült Államokban mesterkurzusokat tart fiatal énekesek számára. A philadelphiai Curtis Institute of Music nem tudott ugyan egy osztályra való tanítványt előállítani, de a New York-i Juilliard School of Music viszont igen. Hallgatói között volt Plácido Domingo és Lilian Gish, de óráira ellátogatott Rudolf Bing (a Met igazgatója) és a pianista Alexis Weissenberg is.
1973-ban Torinóban felkérték A szicíliai vecsernye rendezésére, de az előadás, minden különösebb leleményt nélkülözve, középszerűre sikeredett.
1973-74-ben Di Stefano tenorral (akivel nem sokkal korábban békült ki) közös hangversenykörútra indult a világ körül, melyet aztán meghosszabbított egy távol-keleti fellépéssorozattal. Noha hangja már rendkívül bizonytalan volt, mégis minden előadás után tapsvihar üdvözölte. A közönség elsősorban személyét üdvözölte és nem teljesítményét. Az előadás művészi szempontból bukást jelentett Callas számára, és ezek után véglegesen visszavonult az énekléstől.

### Utolsó évei

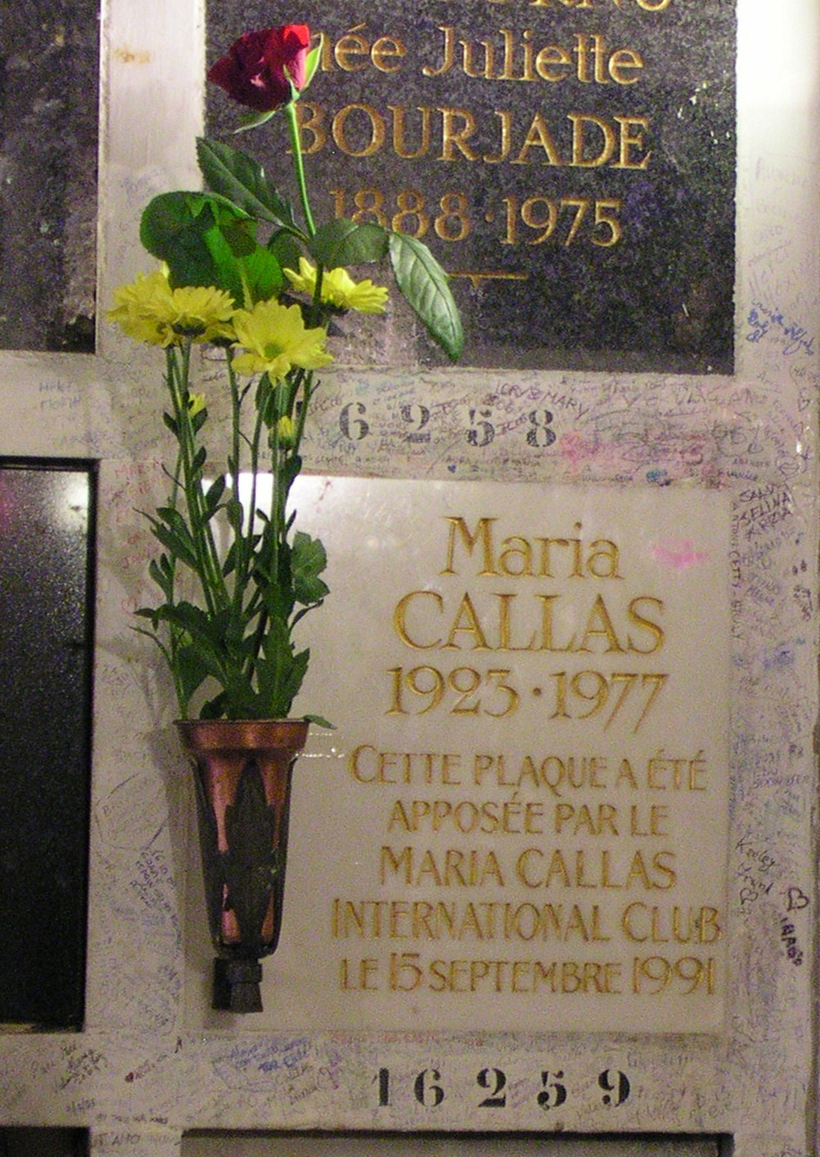
Callas emléktáblája a párizsi temetőben

Callas utolsó éveit Párizsban töltötte az Avenue Georges Mandel egyik bérházában. Bruna nevű szobalánya és egy sofőr, aki egyben inasa is volt, gondoskodtak róla. Egyedül maradt, hiszen barátai és csodálói közül sokan meghaltak: Onászisz és Pasolini 1975-ben, Visconti 1976-ban, és Lawrence Kelly is elhunyt. Családja szétszóródott: apja meghalt, anyja és nővére tovább áskálódott ellene, és a bulvársajtót tömték sértő nyilatkozatokkal. Ugyanakkor új barátnőket is szerzett Montserrat Caballé, Sass Sylvia és Leontyne Price személyében, akik kezdő szopránokként kikérték tanácsát jelentősebb fellépéseik előtt.
Callas 1977. szeptember 16-án, délután fél kettőkor halt meg. Halálának okát máig vitatják: egyes feltételezések szerint (amelyet az orvosi papír is tanúsít) szívinfarktusban halt meg legyengült egészségi állapota miatt. Más feltételezések szerint öngyilkosságot követett el (methaqualon túladagolás). Szeptember 20-án helyezték örök nyugalomra a párizsi Père-Lachaise temetőben. Hamvait ellopták. Miután sikerült visszaszerezni, Callas korábbi kérésének megfelelően a hamvakat az Égei-tengerbe szórták.

## Hangja
Callas hangja mai napig vita tárgyát képezi, hiszen egyes vélemények szerint zavaró és kellemetlen, más vélemények szerint viszont izgalmas és művészi volt. Hangját nehéz a fach-rendszer alapján besorolni, mivel karrierje során változatos szerepeket énekelt a nehéz drámai szoprántól a koloratúr szopránig. Karrierjének kezdetén Callas maga is vallotta, hogy ő tulajdonképpen mezzoszoprán, és hangjának skáláját sok gyakorlattal és akaraterővel szélesítette.
Híres fogyókúrája előtt Callas hangjának felső regiszterét nyers, erőteljes, tremolo nélküli hangok jellemezték. Hangterjedelme majdnem három teljes oktávot felölelt a fi-től egészen a háromvonalas oktáv C hangjáig (C6). A Callas hangját tanulmányozó szakértők szerint az énekesnő hangja három regisztert ölelt fel: az alsó regiszter mély hangjaival a szerepeinek drámaiságát hangsúlyozta ki, a középső regiszter volt természetes hangfekvése, melyet üveges hangzás jellemzett, valamint a magas regiszter, melynek hangjait teljes erőből énekelte eltérően a koloratúra szopránok gyöngéd, fuvola-szerű hangjaitól. Mindhárom regiszterét erőteljes vibrato jellemezte.
A három regiszter közötti éles töréseket, melyek miatt rengeteg kritika érte főleg fiatalkorában, folyamatos gyakorlatokkal sikerült tompítania. Kiváló tanárainak köszönhetően Callas elsajátította a legnehezebb énektechnikákat is, ezért különösebb akadályok nélkül képes volt a legnehezebb és legigényesebb szerepeket is elénekelni.

### Hangjának hanyatlása
Callas hangjának hanyatlásáról többféle elmélet is létezik. A leggyakrabban híres fogyókúrájával hozzák kapcsolatba és úgy tartják, hogy a hirtelen megváltozott testsúly és ezzel együtt az izomzat, már képtelen volt megfelelő háttérerőt biztosítani az énekesnőnek. Egy másik elmélet szerint Callas hangját a karrierjének elején énekelt igényes és nehéz szerepek tették tönkre, melyek meggyengítették a rekeszizmát és a felső regiszter teljes kontrolljának elvesztéséhez vezettek. Egyéb elméletek Callas korai menopauzájával hozzák kapcsolatban hangjának elvesztését. Az énekesnő maga légzési problémáinak tulajdonította, de sohasem hozta összefüggésbe tüdejének gyengülését a híres fogyókúrájával.

## Öröksége
Maria Callas hírnevét nem csak csodálatos hangjának és megható színészi alakításainak köszönheti. Sikeréhez hozzájárult, hogy egy olyan időszakban élt, amikor a médiába egyre fokozódott az érdeklődés a sztárok iránt, ezek karrierje illetve botrányai iránt. Ismertségéhez hozzájárult a számos lemezfelvétel, valamint televíziós szereplés is, melyek során nem csak az opera- és koncertjáró közönség ismerhette meg. Halála után Vasso Devetzi, az énekesnő egykori zongoristája megalapította a Maria Callas Alapítványt a kezdő énekesek megsegítésére. 2007-ben posztumusz megkapta a Grammy Életmű-díjat.
2002-ben Franco Zeffirelli rendezésében elkészült a művésznő utolsó éveit bemutató, részben fiktív eseményeken alapuló Mindörökké Callas című film, a címszerepben Fanny Ardant-nal. 
2024-ben Maria (Maria) címmel nemzetközi filmprodukció készült élete utolsó éveiről, Pablo Larrain rendezésében, Angelina Jolie címszereplésével.

## Szerepei
| Opera                 | Zeneszerző                | Szerep       | Első előadás | Utolsó előadás | Előadások száma |
| Aida                  | Giuseppe Verdi            | Aida         | 1948         | 1955           | 33: Torino (4), Rovigo (3), Buenos Aires (1), Brescia (2), Milánó (3), Nápoly (4), Mexikóváros (6), Róma (1), Reggio Calabria (1), London (4), Verona (4)                                                                                  |
| Az álarcosbál         | Giuseppe Verdi            | Amelia       | 1956         | 1957           | 5: Milánó (5) |
| Alkésztisz            | Christoph Willibald Gluck | Alkésztisz   | 1954         | 1954           | 4: Milánó (4) |
| Az alvajáró           | Vincenzo Bellini          | Amina        | 1955         | 1957           | 22: Milánó (16), Köln (2), Edinburgh (4) |
| Andrea Chénier        | Umberto Giordano          | Madeleine    | 1955         | 1955           | 6: Milánó (6) |
| Boleyn Anna           | Gaetano Donizetti         | Boleyn Anna  | 1957         | 1958           | 12: Milánó (12) |
| Armida                | Gioachino Rossini         | Armida       | 1952         | 1952           | 3: Firenze (3) |
| Don Carlos            | Giuseppe Verdi            | Erzsébet     | 1954         | 1954           | 5: Milánó (5) |
| Fedora                | Umberto Giordano          | Fedora       | 1956         | 1956           | 6: Milánó (6) |
| Gioconda              | Amilcare Ponchielli       | Gioconda     | 1947         | 1959           | 13: Verona (7), Milánó (6) |
| Iphigénia Tauriszban  | Christoph Willibald Gluck | Iphigénia    | 1957         | 1957           | 4: Milánó (4) |
| A kalóz               | Vincenzo Bellini          | Imogene      | 1958         | 1959           | 7: Milánó (5), New York (1), Washington (1) |
| Lammermoori Lucia     | Gaetano Donizetti         | Lucia        | 1952         | 1959           | 46: Mexikóváros (3), Firenze (4), Genova (2), Catania (2), Róma (4), Milánó (7), Velence (3), Bergamo (2), Chicago (2), Berlin (2), Nápoly (3), Bécs (3), New York (7), Dallas (2)                                                         |
| Macbeth               | Giuseppe Verdi            | Lady Macbeth | 1952         | 1953           | 5: Milánó (5) |
| Médeia                | Luigi Cherubini           | Médeia       | 1953         | 1962           | 31: Firenze (3), Milánó (10), Velence (3), Róma (4), Dallas (4), London (5), Epidaurosz (2) |
| Mefistofele           | Arrigo Boito              | Margit       | 1954         | 1954           | 3: Verona (3) |
| Nabucco               | Giuseppe Verdi            | Abigél       | 1949         | 1949           | 3: Nápoly (3) |
| Norma                 | Vincenzo Bellini          | Norma        | 1948         | 1965           | 89: Firenze (2), Buenos Aires (4), Velence (3), Róma (10), Catania (8), Mexikóváros (2), Palermo (2), Sao Paulo (1), Rio de Janeiro (2), Milánó (17), London (11), Trieszt (4), Chicago (2), Philadelphia (1), Epidaurosz (2), Párizs (13) |
| Orpheus és Eurüdiké   | Joseph Haydn              | Eurüdiké     | 1951         | 1951           | 2: Firenze (2) |
| Parsifal              | Richard Wagner            | Kundry       | 1949         | 1950           | 5: Róma (5) |
| Pillangókisasszony    | Giacomo Puccini           | Cso-cso-szán | 1955         | 1955           | 3: Chicago (3) |
| Polyutus              | Gaetano Donizetti         | Paolina      | 1960         | 1960           | 5: Milánó (5) |
| A puritánok           | Vincenzo Bellini          | Elvira       | 1949         | 1955           | 16: Velence (3), Catania (4), Firenze (2), Róma (3), Mexikóváros (2), Chicago (2) |
| Rigoletto             | Giuseppe Verdi            | Gilda        | 1952         | 1955           | 2: Mexikóváros (2) |
| A sevillai borbély    | Gioachino Rossini         | Rosina       | 1956         | 1957           | 5: Milánó (5) |
| A szicíliai vecsernye | Giuseppe Verdi            | Elena        | 1951         | 1952           | 11: Firenze (4), Milánó (7) |
| Szöktetés a szerájból | Wolfgang Amadeus Mozart   | Konstanza    | 1952         | 1952           | 4: Milánó (4) |
| Tosca                 | Giacomo Puccini           | Tosca        | 1941         | 1965           | 34: Mexikóváros (4), Bologna (1), Pisa (2), Rio de Janeiro (1), Genova (3), New York (7), London (7), Párizs (9), |
| A török Itáliában     | Gioachino Rossini         | Fiorilla     | 1950         | 1955           | 9: Róma (4), Milánó (5) |
| Traviata              | Giuseppe Verdi            | Violetta     | 1951         | 1958           | 60: Firenze (3), Cagliari (2), Mexikóváros (6), Sao Paulo (1), Rio de Janeiro (2), Bergamo (2), Parma (1), Verona (4), Velence (2), Róma (3), Chicago (2), Milánó (21), New York (2), Lisszabon (2), London (5), Dallas (2)                |
| Trisztán és Izolda    | Richard Wagner            | Izolda       | 1947         | 1950           | 12: Velence (4), Genova (3), Róma (5) |
| A trubadúr            | Giuseppe Verdi            | Leonora      | 1950         | 1956           | 20: Mexikóváros (3), Nápoly (3), Milánó (5), London (3), Verona (1), Róma (3), Chicago (2) |
| Turandot              | Giacomo Puccini           | Turandot     | 1948         | 1957           | 24: Velence (5), Udine (2), Róma (3), Verona (4), Genova (2), Nápoly (4), Buenos Aires (4) |
| A végzet hatalma      | Giuseppe Verdi            | Leonora      | 1948         | 1954           | 6: Trieszt (4), Ravenna (2) |
| A Vesta-szűz          | Gaspare Spontini          | Vesztaszűz   | 1954         | 1954           | 5: Milánó (5) |
| A walkür              | Richard Wagner            | Brünnhilde   | 1949         | 1949           | 6: Velence (4), Palermo (2) |

## Lemezfelvételei
| Opera                                                   | Zeneszerző          | Szerep       | Felvétel éve | Karmester            | Főszereplők                                    | Kiadó |
| Gioconda                                                | Amilcare Ponchielli | Gioconda     | 1952         | Antonino Votto       | Barbieri, Poggi, Silveri                       | Cetra |
| Lammermoori Lucia                                       | Gaetano Donizetti   | Lucia        | 1953         | Tullio Serafin       | Di Stefano, Gobbi                              | EMI   |
| A puritánok                                             | Vincenzo Bellini    | Elvira       | 1953         | Tullio Serafin       | Di Stefano, Panerai, Rossi-Lemeni              | EMI   |
| Parasztbecsület                                         | Pietro Mascagni     | Santuzza     | 1953         | Tullio Serafin       | Di Stefano, Gobbi                              | EMI   |
| Tosca                                                   | Giacomo Puccini     | Tosca        | 1953         | Victor de Sabata     | Di Stefano, Gobbi                              | EMI   |
| Traviata                                                | Giuseppe Verdi      | Violetta     | 1953         | Gabriele Santini     | Albanese, Savarese                             | Cetra |
| Norma                                                   | Vincenzo Bellini    | Norma        | 1954         | Tullio Serafin       | Filippeschi, Stignani, Rossi-Lemeni            | EMI   |
| Bajazzók                                                | Ruggero Leoncavallo | Nedda        | 1954         | Tullio Serafin       | Di Stefano, Panerai, Gobbi                     | EMI   |
| A török Itáliában                                       | Gioachino Rossini   | Fiorilla     | 1954         | Gianandrea Gavazzeni | Valetti, Rossi-Lemeni, Stabile                 | EMI   |
| A végzet hatalma                                        | Giuseppe Verdi      | Leonora      | 1954         | Tullio Serafin       | Tucker, Tagliabue, Rossi-Lemeni, Elena Nicolai | EMI   |
| Operaáriák – Lirico&Coloratura                          |                     |              | 1954         | Tullio Serafin       |                                                | EMI   |
| Operaáriák – Puccini&Bellini                            |                     |              | 1954/55      | Tullio Serafin       |                                                | EMI   |
| Aida                                                    | Giuseppe Verdi      | Aida         | 1955         | Tullio Serafin       | Tucker, Barbieri, Gobbi                        | EMI   |
| Pillangókisasszony                                      | Giacomo Puccini     | Cso-cso-szán | 1955         | Herbert von Karajan  | Gedda, Danieli, Borriello                      | EMI   |
| Rigoletto                                               | Giuseppe Verdi      | Gilda        | 1955         | Tullio Serafin       | Di Stefano, Gobbi                              | EMI   |
| A trubadúr                                              | Giuseppe Verdi      | Leonora      | 1956         | Herbert von Karajan  | Barbieri, Di Stefano, Panerai                  | EMI   |
| Bohémélet                                               | Giacomo Puccini     | Mimi         | 1956         | Antonino Votto       | Di Stefano, Moffo, Panerai                     | EMI   |
| Az álarcosbál                                           | Giuseppe Verdi      | Amelia       | 1956         | Antonino Votto       | Di Stefano, Gobbi, Barbieri                    | EMI   |
| Az alvajáró                                             | Vincenzo Bellini    | Amina        | 1957         | Antonino Votto       | Monti, Zaccaria, Cossotto                      | EMI   |
| Turandot                                                | Giacomo Puccini     | Turandot     | 1957         | Tullio Serafin       | Fernandi, Schwarzkopf, Zaccaria                | EMI   |
| Manon Lescaut                                           | Giacomo Puccini     | Manon        | 1957         | Tullio Serafin       | diStefano, Fioravanti, Calabrese               |       |
| Médeia                                                  | Luigi Cherubini     | Médeia       | 1957         | Tullio Serafin       | Picchi, Scotto                                 | EMI   |
| A sevillai borbély                                      | Gioachino Rossini   | Rosina       | 1957         | Alceo Galliera       | Alva, Gobbi, Zaccaria                          | EMI   |
| Operaáriák – Giuseppe Verdi 1.                          |                     |              | 1958/64      | Nicola Rescigno      |                                                | EMI   |
| Operaáriák – Mad Scenes, Anna Bolena, Hamlet, Il Pirata |                     |              | 1958/61      | Nicola Rescigno      |                                                | EMI   |
| Lammermoori Lucia                                       | Gaetano Donizetti   | Lucia        | 1959         | Tullio Serafin       | Tagliavini, Cappuccilli                        | EMI   |
| Gioconda                                                | Amilcare Ponchielli | Gioconda     | 1959         | Antonino Votto       | Cossotto, Miranda Ferraro, Cappuccilli         | EMI   |
| Norma                                                   | Vincenzo Bellini    | Norma        | 1960         | Tullio Serafin       | Corelli, Ludwig, Zaccaria                      | EMI   |
| Operaáriák – Callas á Paris, francia operaáriák         |                     |              | 1961/63      | Georges Pretre       |                                                | EMI   |
| Operaáriák – Giuseppe Verdi 2.                          |                     |              | 1963/64      | Nicola Rescigno      |                                                | EMI   |
| Operaáriák – Massenet, Gounod, Rossini, Mozart, Weber   |                     |              | 1963/64      | Nicola Rescigno      |                                                | EMI   |
| Carmen                                                  | Georges Bizet       | Carmen       | 1964         | Georges Prêtre       | Gedda, Massard, Guiot                          | EMI   |
| Tosca                                                   | Giacomo Puccini     | Tosca        | 1964         | Georges Prêtre       | Bergonzi, Gobbi                                | EMI   |